# Spreizschwänze
Die Spreizschwänze (Erythrocercus) sind eine Singvogelgattung, die mit drei Arten im tropischen Afrika vorkommt.

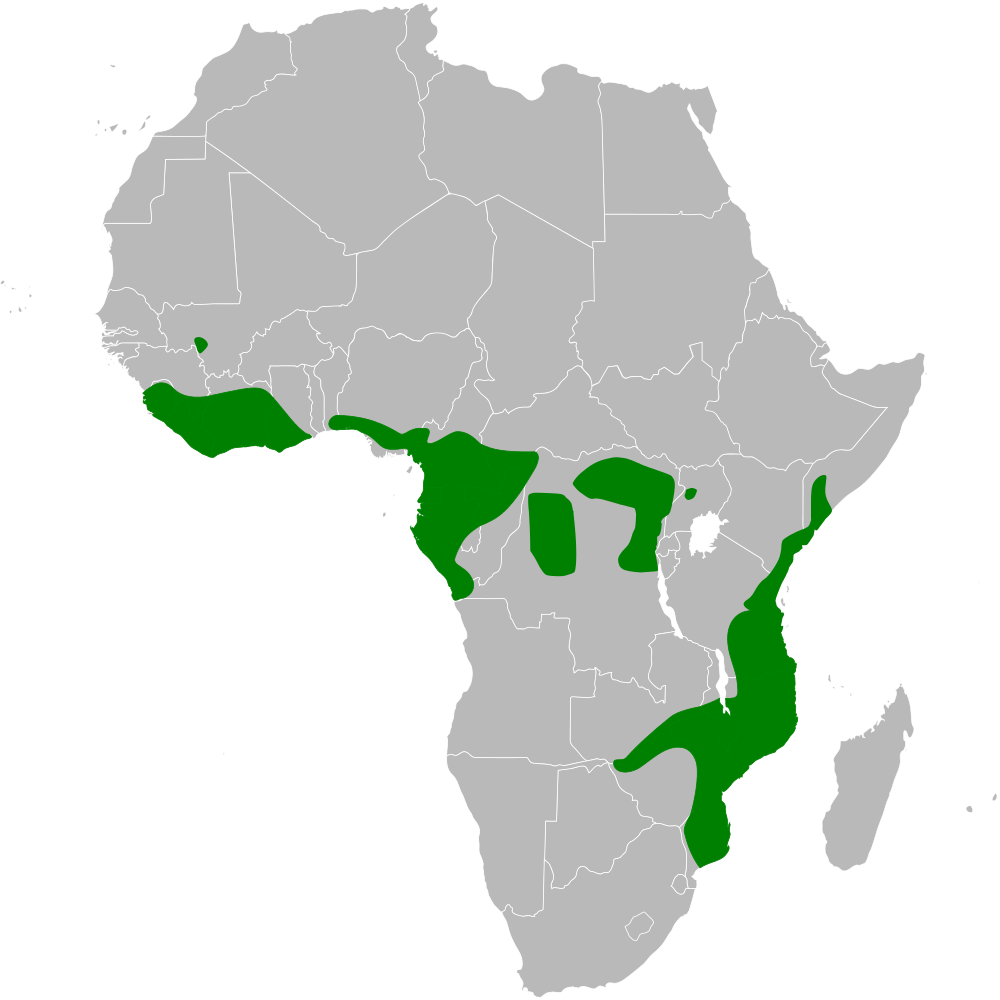
Das Verbreitungsgebiet der Spreizschwänze in Afrika

## Beschreibung
Es handelt sich um kleine, den Fliegenschnäppern (Muscicapidae) ähnelnde Vögel, die eine Kopf-Rumpf-Länge von 10 bis 11 cm erreichen. Zu den Merkmalen der Gattung zählen ein abgerundeter Schwanz mit 12 Steuerfedern (Rectrices) (10 bei den Seidensängerverwandten (Cettiidae)) und auffällige steife Borsten an der Basis des Schnabels. Goldrücken-Spreizschwanz und Gelbbauch-Spreizschwanz sind auf dem Rücken grünlich gefärbt und auf der Bauchseite gelb. Der Rotkappen-Spreizschwanz ist auf dem Rücken grau, Kopfoberseite und Schwanz sind rotbraun, die Unterseite ist beige bis weißlich.

## Systematik
Die Gattung Erythrocercus wurde 1857 durch den deutschen Ornithologen Gustav Hartlaub erstmals wissenschaftlich beschrieben. Über die systematische Einordnung der Gattung ist sich die Wissenschaft bis heute nicht ganz einig. Einige Zeit wurde die Gattung in die Familie der Monarchen (Monarchidae) gestellt oder nur als Incertae sedis („unsicherer Sitz“) ohne Familienzugehörigkeit den Singvögeln zugeordnet.
Im Jahr 2006 wurden sie in die neu eingeführte Familie der Seidensängerverwandten (Cettiidae) gestellt. Der schwedische Ornithologe Per Alström und seine Mitarbeiter führten im Jahr 2012 eine eigenständige, monotypische Familie für die Gattung Erythrocercus ein, die Erythrocercidae, was in der IOC World Bird List so übernommen wurde. Die Spreizschwänze sind die Schwestergruppe einer gemeinsamen Klade des Wüstendickichtsängers (Scotocerca inquieta) mit den Seidensängerverwandten (Cettiidae).

## Arten
Zur Gattung Erythrocercus gehören drei Arten:
- Goldrücken-Spreizschwanz (Erythrocercus holochlorus)
- Gelbbauch-Spreizschwanz (Erythrocercus livingstonei)
- Rotkappen-Spreizschwanz (Erythrocercus mccallii)

## Belege
1. 1 2  Silke Fregin, Martin Haase, Urban Olsson & Per Alström: New insights into family relationships within the avian superfamily Sylvioidea (Passeriformes) based on seven molecular markers. BMC Evolutionary Biology, Volume 12, Article number: 157 (2012) Artikel
2. 1 2  Josep del Hoyo, Andrew Elliott, David A. Christie (Hrsg.): Handbook of the Birds of the World. Volume 12: Picathartes to Tits and Chickadees. Lynx Edicions, 2007, ISBN 978-84-96553-42-2. Seite 327–328 und Tafel 26.
3. ↑  G. Hartlaub: System der Ornithologie Westafricas. Bremen: C. Schünemann, 1857, Seite 97.
4. 1 2  Cupwings, crombecs, bush warblers, Streaked Scrub Warbler, yellow flycatchers, hylias IOC World Bird List v10.2 by Frank Gill, David Donsker & Pamela Rasmussen
5. ↑  Alström P, Fjeldså J, Fregin S, Olsson U: Gross morphology betrays phylogeny: the Scrub Warbler Scotocerca inquieta is not a cisticolid. Ibis. 2011, 153: 87–97. doi: 10.1111/j.1474-919X.2010.01093.x.